# Berg Lake (British Columbia)
Der Berg Lake ist ein Gletschersee im Mount Robson Provincial Park in British Columbia. 

## Lage
Der Berg Lake liegt in 1628 Meter Höhe und wird vom Robson Glacier, dem Berg Glacier und dem Mist Glacier gespeist. Über den See ragt die die fast senkrechte, über 2300 Meter hohe Nordwestseite des Mount Robson empor. Der See wurde 1907 nach den Eisbergen (englisch iceberg), die von den Gletschern in den See kalbten, Iceberg Lake genannt, später wurde der Name in Berg Lake abgekürzt. Der Berg Lake Trail ist vom Besucherzentrum bis zum See 22 Kilometer lang und folgt dem Robson River. Der Weg ist bis zum Kinney Lake auch für Mountainbiker und Pferde geöffnet, durch das Valley of the Thousand Falls entlang zahlreicher Wasserfälle führt der Weg als steiler Wanderweg. Der größte Wasserfall am Weg ist der Emperor Fall, der in einem weiten, freien Fall 46 Meter tief stürzt. Entlang des Trails gibt es einige Campingplätze. 